# Eleições gerais na África do Sul em 1948

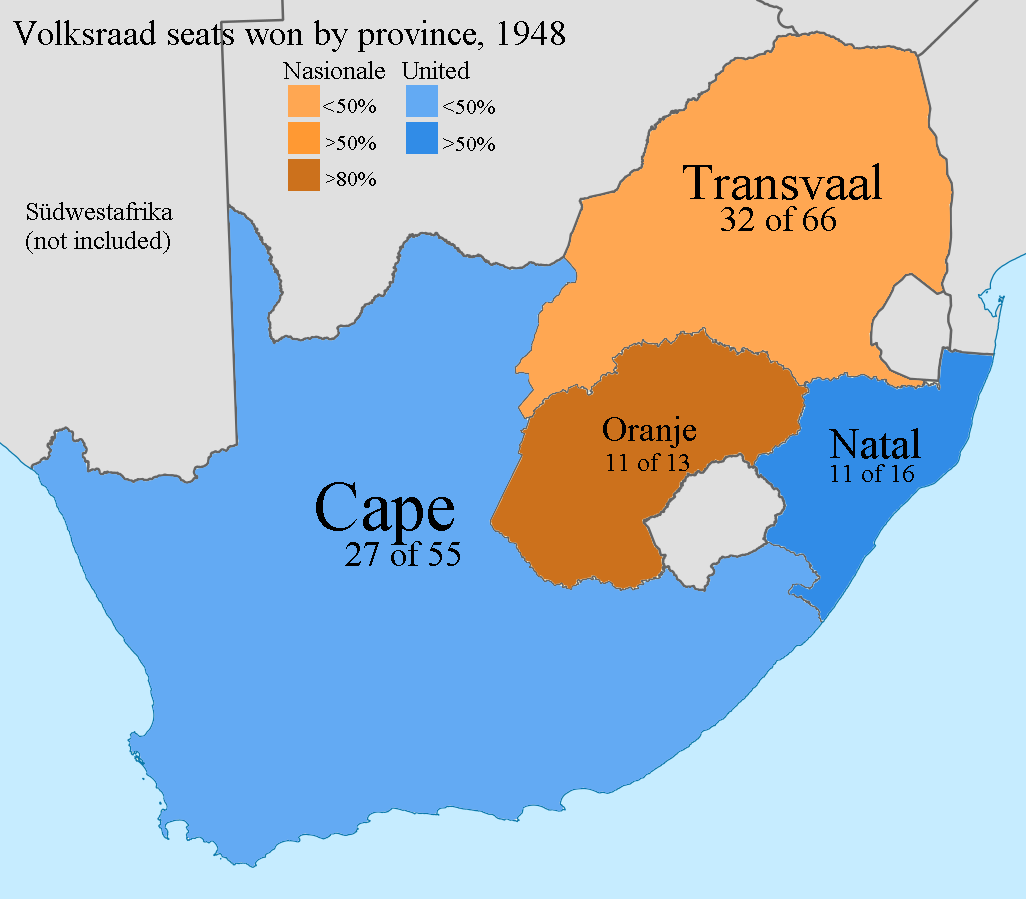
Este mapa mostra o partido eleito em cada província na eleição de 1948 da África do Sul. O azul indica uma vitória do Partido Unido de Jan Smut, favorecido por anglos e moderados; o laranja indica uma vitória do Partido Reunido Nacional de Daniel François Malan, favorecido pelos africâneres e pela extrema direita.
Esta eleição foi especialmente histórica, pois a vitória apertada do Partido Nacional levou à implementação do sistema do Apartheid.

Este mapa mostra o partido eleito em cada província na eleição de 1948 da África do Sul da era do Domínio. Azul indica uma vitória do incumbente Partido Unido de Jan Smut, favorecido por anglos e moderados. Laranja indica uma vitória do D.F. O desafiador Partido Nacional de Malan, favorecido pelos africâneres e pela extrema direita. Esta eleição foi especialmente histórica, pois a vitória apertada do Partido Nacional levou à implementação do sistema de apartheid.
As eleições gerais na África do Sul em 1948 representaram um ponto de virada na história daquele país. Este pleito, no qual foi barrada a participação de sul-africanos de origem não-europeia, foi disputado por dois grandes partidos políticos: o Partido Unido (PU) do então primeiro-ministro Jan Smuts e o Partido Reunido Nacional (PRN), liderado por Daniel François Malan, um clérigo da Igreja Reformada Holandesa. Durante a campanha, tanto o PU quanto o PN formaram coalizões com partidos menores. O PU se aliou ao esquerdista Partido Trabalhista, enquanto que o PRN se aliou ao Partido Afrikaner, que defendia os direitos da minoria africânder.
O PRN, percebendo que muitos brancos sul-africanos se sentiam ameaçados com as aspirações políticas dos negros, se comprometeu a implementar uma política de segregação racial rigorosa caso saísse vitorioso do pleito. O PRN rotulou este novo sistema de governo de "apartheid", nome pelo qual se tornaria universalmente conhecido. Em contraste a esta proposta direta, o PU apoiou vagamente a noção de lenta integração racial entre os diferentes grupos da África do Sul. A insatisfação dos brancos com os problemas econômicos internos da África do Sul no pós-Segunda Guerra Mundial e a organização superior do PRN provou ser um desafio significativo para a campanha do PU.
O PRN e o Partido Afrikaner ganharam 79 dos 153 assentos na Assembléia da África do Sul contra 74 da coalizão entre PU e Partido Trabalhista. Consequentemente, o PRN formou o novo governo, inaugurando a era do apartheid, formal e juridicamente. Mais de 45 anos depois, em 27 de abril de 1994, o Congresso Nacional Africano venceu as primeiras eleições livres do país, derrubando o Partido Nacional do governo e pondo um fim ao regime do apartheid.

## Resultado
Resultado das eleições gerais de 1948:
| Partido                                             | Partido                                             | Votos     | % dos votos | Assentos |
| --------------------------------------------------- | --------------------------------------------------- | --------- | ----------- | -------- |
|                                                     | Partido Reunido Nacional                            | 401.834   | 37,7%       | 70       |
|                                                     | Partido Afrikaner                                   | 41.885    | 3,93%       | 9        |
| Coalizão Partido Reunido Nacional-Partido Afrikaner | Coalizão Partido Reunido Nacional-Partido Afrikaner | 443.719   | 41,63%      | 79       |
|                                                     | Partido Unido                                       | 524.230   | 49,18%      | 65       |
|                                                     | Partido Trabalhista                                 | 27.360    | 2,57%       | 6        |
| Coalizão Partido Unido-Partido Trabalhista          | Coalizão Partido Unido-Partido Trabalhista          | 551.590   | 51,74%      | 74       |
|                                                     | Independentes                                       | 70.662    | 6,63%       | 0        |
| Votos válidos                                       | Votos válidos                                       | 1.065.971 | 100,00%     | 153      |
| Votos não-válidos                                   | Votos não-válidos                                   | 7.393     |             |          |
| Total de votos                                      | Total de votos                                      | 1.065.971 | 80,2%       |          |